# Sioux City
Sioux City es una ciudad ubicada en el condado de Woodbury, del cual es sede, al oeste del estado estadounidense de Iowa. En el Censo de 2010 tenía una población de 82 684 habitantes y una densidad poblacional de 546 hab/km². Se encuentra junto a la confluencia de los ríos Misuri y Big Sioux, que la separan de Dakota del Sur y Nebraska.

## Geografía
Sioux City se encuentra ubicada en las coordenadas 42°29′43″N 96°23′29″O / 42.49528, -96.39139, al oeste del estado, junto a la confluencia de los ríos Misuri y Big Sioux. Según la Oficina del Censo de los Estados Unidos, Sioux City tiene una superficie total de 151.5 km², de la cual 148.54 km² corresponden a tierra firme y (1.95 %) 2.96 km² es agua.

### Clima
| Parámetros climáticos promedio de Sioux City, Iowa (Sioux Gateway Airport), normales 1991–2020, extremos 1889–presente | Parámetros climáticos promedio de Sioux City, Iowa (Sioux Gateway Airport), normales 1991–2020, extremos 1889–presente | Parámetros climáticos promedio de Sioux City, Iowa (Sioux Gateway Airport), normales 1991–2020, extremos 1889–presente | Parámetros climáticos promedio de Sioux City, Iowa (Sioux Gateway Airport), normales 1991–2020, extremos 1889–presente | Parámetros climáticos promedio de Sioux City, Iowa (Sioux Gateway Airport), normales 1991–2020, extremos 1889–presente | Parámetros climáticos promedio de Sioux City, Iowa (Sioux Gateway Airport), normales 1991–2020, extremos 1889–presente | Parámetros climáticos promedio de Sioux City, Iowa (Sioux Gateway Airport), normales 1991–2020, extremos 1889–presente | Parámetros climáticos promedio de Sioux City, Iowa (Sioux Gateway Airport), normales 1991–2020, extremos 1889–presente | Parámetros climáticos promedio de Sioux City, Iowa (Sioux Gateway Airport), normales 1991–2020, extremos 1889–presente | Parámetros climáticos promedio de Sioux City, Iowa (Sioux Gateway Airport), normales 1991–2020, extremos 1889–presente | Parámetros climáticos promedio de Sioux City, Iowa (Sioux Gateway Airport), normales 1991–2020, extremos 1889–presente | Parámetros climáticos promedio de Sioux City, Iowa (Sioux Gateway Airport), normales 1991–2020, extremos 1889–presente | Parámetros climáticos promedio de Sioux City, Iowa (Sioux Gateway Airport), normales 1991–2020, extremos 1889–presente | Parámetros climáticos promedio de Sioux City, Iowa (Sioux Gateway Airport), normales 1991–2020, extremos 1889–presente |
| Mes | Ene. | Feb. | Mar. | Abr. | May. | Jun. | Jul. | Ago. | Sep. | Oct. | Nov. | Dic. | Anual |
| --- | --- | --- | --- | --- | --- | --- | --- | --- | --- | --- | --- | --- | --- |
| Temp. máx. abs. (°C)                                                                                                   | 21.7 | 23.9 | 32.8 | 36.7 | 41.1 | 42.2 | 43.9 | 42.2 | 39.4 | 35.6 | 27.8 | 21.7 | 43.9 |
| Temp. máx. media (°C)                                                                                                  | -1.4 | 1.2 | 8.7 | 16.2 | 22.4 | 27.7 | 29.4 | 28.1 | 24.8 | 17.1 | 8.2 | 0.8 | 15.3 |
| Temp. media (°C) | -6.7 | -4.2 | 2.6 | 9.4 | 15.8 | 21.5 | 23.4 | 22.1 | 17.7 | 10.2 | 2.2 | -4.4 | 9.1 |
| Temp. mín. media (°C)                                                                                                  | -12 | -9.6 | -3.4 | 2.6 | 9.3 | 15.2 | 17.4 | 16 | 10.7 | 3.3 | -3.9 | -9.6 | 3 |
| Temp. mín. abs. (°C)                                                                                                   | -37.2 | -35 | -30 | -18.9 | -5 | 3.3 | 5 | 2.8 | -4.4 | -15 | -22.8 | -33.3 | -37.2 |
| Precipitación total (mm)                                                                                               | 17.5 | 21.8 | 44.7 | 80 | 98.3 | 110.5 | 85.1 | 100.1 | 72.1 | 55.9 | 32.3 | 25.1 | 743.5 |
| Nevadas (cm) | 19.6 | 22.1 | 14.5 | 5.8 | 0 | 0 | 0 | 0 | 0 | 2 | 8.1 | 19.3 | 91.4 |
| Días de precipitaciones (≥ 0.2 mm)                                                                                     | 6.8 | 6.5 | 8.1 | 10.0 | 12.0 | 11.7 | 9.0 | 9.8 | 8.0 | 7.6 | 5.9 | 6.8 | 102.2 |
| Días de nevadas (≥ 0.2 cm)                                                                                             | 5.9 | 5.7 | 3.4 | 1.4 | 0.0 | 0.0 | 0.0 | 0.0 | 0.0 | 0.5 | 2.5 | 5.4 | 24.8 |
| Horas de sol | 171.1 | 165.5 | 211.9 | 232.3 | 271.8 | 310.2 | 330.9 | 292.9 | 235.5 | 209.3 | 146.4 | 138.3 | 2716.1 |
| Humedad relativa (%)                                                                                                   | 72.2 | 72.4 | 69.7 | 61.6 | 62.3 | 65.5 | 69.2 | 72.0 | 70.8 | 66.2 | 72.3 | 75.9 | 69.2 |
| Fuente: NOAA (humedad y horas de sol 1961–1990)                                                                        | | | | | | | | | | | | | |

## Demografía
Según el censo de 2010, había 82 684 personas residiendo en Sioux City. La densidad de población era de 545,78 hab./km². De los 82 684 habitantes, Sioux City estaba compuesto por el 80.6 % blancos, el 2.87 % eran afroamericanos, el 2.58 % eran amerindios, el 2.73 % eran asiáticos, el 0.12 % eran isleños del Pacífico, el 7.38 % eran de otras razas y el 3.72 % pertenecían a dos o más razas. Del total de la población el 16.45 % eran hispanos o latinos de cualquier raza.

## Ciudades hermanadas
- Callao, Perú, (desde 1964)
- Lake Charles, Luisiana, Estados Unidos (desde 1995).
- Yamanashi, Japón (desde 2003).